# Un gran poder conlleva una gran responsabilidad

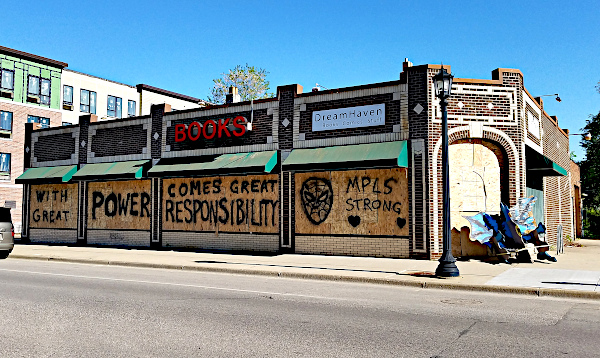
Pintada en una tienda de cómics durante las protestas por la muerte de George Floy. Minneapolis, Minnesota. Es una cita de Spider-Man de Marvel.

«Un gran poder conlleva una gran responsabilidad»,  es un antiguo adagio, de al menos el siglo I a. C. que hace alusión a la espada de Damocles. La cita se ha usado en política y monarquía, en la aplicación de la ley y la seguridad pública, por periodistas y autores de libros, y en varios medios y memes.
La paráfrasis se popularizó aún más tras su aparición en los cómics de Marvel con el personaje de Spider-Man (escritos por Stan Lee)  
tomando el nombre de principio de Peter Parker, aunque previamente, la frase ya se usó en Superman, en su primera aparición de Acción en Vivo en la serie de 1948.

## Historia
Los orígenes de la frase remontan al siglo I a. C. y a la anécdota protagonizada por Damocles, aunque se desconocen sus orígenes exactos. En un Plan de trabajo, vigilancia y correspondencia, propuesto por el Comité de Salut Public aux Représentants du Peuple, diputados prés des Armées de la République de la Convención Nacional de Francia en 1793, hay esta oración: Ils doivent envisager qu'une grande responsabilité est la suite inséparable d'un grand pouvoir ("Ellos [los Representantes] deben contemplar que una gran responsabilidad es el resultado inseparable de un gran poder"). En 1817, se registra al Miembro del Parlamento Británico William Lamb diciendo: "la posesión de un gran poder implica necesariamente una gran responsabilidad". En 1906, el subsecretario de la Oficina Colonial Winston Churchill dijo: "Donde hay un gran poder hay una gran responsabilidad", incluso indicando que ya era una máxima cultural invocada hacia el gobierno en ese momento.

### En las historias de Spider-Man
La frase temática y a menudo citada (incluida la Corte Suprema de los Estados Unidos) Spider-Man con gran poder conlleva una gran responsabilidad se atribuye ampliamente al Tío Ben. Sin embargo, en Amazing Fantasy # 15, donde aparece por primera vez, ningún personaje lo habla. De hecho, Ben solo tiene dos líneas en todo el cómic. La versión original de la frase aparece en una leyenda narrativa del último panel del cómic, en lugar de un diálogo hablado. Se lee, "... con gran poder también debe venir - ¡una gran responsabilidad!".
Sin embargo, las historias y flashbacks posteriores que tuvieron lugar cuando Ben aún estaba vivo retroactivamente hicieron de la frase una de las muchas homilías de Ben con las que le daría una conferencia a Peter. La primera mención de Ben diciéndole la frase a Peter fue en 1972, cuando Ron Dante la incluyó en su álbum Spider-Man: A Rockomic . Sin embargo, esta atribución no se popularizaría en los cómics hasta al menos otra década. Las reinterpretaciones de Spider-Man de los últimos días, como la película de Spider-Man y el cómic Ultimate Spider-Man, muestran a Ben diciendo esta frase a Peter mientras aún está vivo, en su última conversación. Mientras en Spider-Man: No Way Home (2021) la frase es dicha por la tía May para Peter antes de su muerte luego de ser herida a manos del Duende Verde, aunque nunca se vio la muerte del Tío Ben ni tampoco se sabe de que Peter la presencio. En The Amazing Spider- Man 2 (2014) se eliminó una escena donde el padre de Peter, Richard Parker pronunciaba esta frase al explicarle sus motivos por los cuales tuvo que fingir su muerte, el tío Ben apenas menciona la frase en The Amazing Spider-Man. Norman Osborn en Tu amigo y vecino Spider-Man dice una versión de la frase completamente invertida: "Un gran poder conlleva un gran respeto".

## Recepción
El escritor de cómics Greg Pak opinó que el lema era "uno de los mayores mandatos morales en toda la cultura pop estadounidense".

## Lectura adicional
- Mui, Ylan (19 de diciembre de 2018). «China uses Spider-Man motto to slam US over trade at tense WTO meeting». www.cnbc.com (en inglés). Consultado el 29 de abril de 2019.
- Whitbrook, James. «Spider-Man: Life Story Offers a Fascinating Thought Experiment for Peter Parker's Oldest Mantra». io9. Consultado el 29 de abril de 2019.
- «Obama quotes Spider-Man». PerthNow (en inglés). 23 de diciembre de 2010. Consultado el 29 de abril de 2019.
- «'With great power comes great responsibility': how 'Spiderman' inspired rail minister». OnManorama. Consultado el 29 de abril de 2019.